# 罗香乡
罗香乡，是中华人民共和国广西壮族自治区来宾市金秀瑶族自治县下辖的一个乡镇级行政单位。

## 行政区划
罗香乡下辖以下地区：
罗香村、琼伍村、龙坪村、山茶村、大垌村、罗运村、罗丹村、平竹村和大新村。